# Migdałek podniebienny człowieka

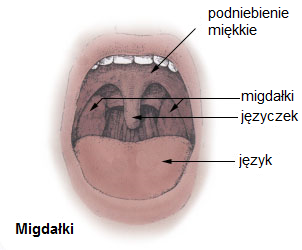
Lokalizacja migdałków podniebiennych

Migdałki podniebienne (łac. tonsillae palatinae) – w anatomii człowieka elipsoidalne skupienia tkanki limfatycznej mające ok. 2 cm długości i ok. 1 cm szerokości, skierowane długą osią ku tyłowi i dołowi. Spoczywają we wgłębieniu gardzieli z prawej i lewej strony między oboma łukami podniebiennymi. Wraz z migdałkiem językowym wchodzą w skład tzw. pierścienia gardłowego Waldeyera, tworząc wzdłuż cieśni gardzieli dolne półkole wokół drogi pokarmowej.

## Funkcja
Funkcją migdałków podniebiennych jest wykrywanie patogenów w spożywanym pokarmie i wdychanym powietrzu. W przypadku wykrycia czynników chorobotwórczych powiększają i nabrzmiewają od napływających komórek odpornościowych. W wypadku przesadzonej reakcji układu immunologicznego może wystąpić obrzęk migdałków, w skrajnym przypadku prowadzący do konieczności ich chirurgicznego usunięcia. 

## Unaczynienie
Unaczynienie migdałków podniebiennych pochodzi z pięciu gałęzi:
- od tętnicy językowej przez gałęzie grzbietowe języka
- od tętnicy twarzowej przez tętnicę podniebienną wstępującą
- od tętnicy twarzowej przez gałęzie migdałkowe
- od tętnicy gardłowej wstępującej
- od tętnicy szczękowej przez tętnicę podniebienną zstępującą przez tętnicę podniebienną mniejszą

## Unerwienie
Migdałek podniebienny otrzymuje gałęzie czuciowe i wydzielnicze pochodzące od nerwu językowo-gardłowego.